# Krokus (musikgrupp)
Krokus är en hårdrocksgrupp från Solothurn i Schweiz som bildades 1974 av Chris von Rohr (basist) samt Tommy Kiefer (gitarrist). Namnet Krokus kom till ett år senare, 1975.

## Historia

### Tidiga album
År 1976 släpptes debutalbumet Krokus. 1977 fick bandet ett tillskott av tre nya medlemmar som alla tidigare spelat i det schweiziska bandet Montezuma. Tillsammans släppte de albumet To You All. Samtidigt med släppet av den nya skivan skapades även den logga som idag förknippas med bandet. År 1978 släpptes en ny skiva under två olika namn, Painkiller samt Pay It in Metal.

### Genombrottet
År 1980 släpptes Metal Rendezvous. Det här var året som genombrottet kom för gruppen och skivan sålde trippelplatina. Marc Storace sjöng då för första gången i Krokus och han blev känd under namnet Marc "the Voice" Storace. Framförallt tre låtar blev kända från denna skiva, Bedside Radio, Heatstrokes och Tokyo Nights varav Heatstrokes kom etta på engelska hårdrockens lista när den släpptes. År 1980 släppte man Early Days, ett samlingsalbum från de tidiga åren.
1981 släpptes Hardware som kom att sälja guld i Schweiz. Gruppen bytte därefter manager och åkte till USA där de spelade in albumet One Vice at a Time. 1983 släpptes Headhunter och 1984 släppte man The Blitz, den senare med en lite mer rockig version av Sweets The Ballroom Blitz som gav skivan dess namn. Efter dessa årliga skivsläpp kom ett uppehåll på ett år och 1986 släppte man Change of Adress. Man släppte även en liveskiva 1986 Alive and Screaming. 1987 kom en samlingsskiva med namnet Stayed Awake All Night och 1988 släpptes Heart Attack. Skivsläppet av Heart Attack var det sista innan Krokus lades på is.

### Återupplivandet
Gitarristen Fernando von Arb tog år 1990 in nya bandmedlemmar som tillsammans gjorde en nya skiva, Stampede. 1993 kom The Dirty Dozen och 1994 maxisingeln You Ain't Seen Nothin' Yet. De flesta av originalmedlemmarna återförenades inför detta album.
1995 släpptes To Rock or Not to Be, men som följdes av ytterligare en längre paus. Det dröjde till år 1999 innan nästa album, Round 13, kom att släppas. På denna skriva ersatte Carl Sentence sångaren Marc Storace.
År 2000 släpptes ett samlingsalbum från Arista Records. 2002 körde de ett antal livespelningar i Schweiz som uppstart till deras nästa skiva som kom att släppas 2003. Skivan, Rock the Block, följdes upp med turnéer i bland annat Schweiz, Österrike, Tyskland, Sverige och Holland. Fire and Gasoline släpptes 2004.
Fernando blev 2005 tvungen att operera sin hand på grund av överansträngning och lämnade därför bandet. Mandy Meyer, som var med under de tidiga åren ersatte von Arbs som gitarrist. 2006 släpptes Hellraiser.

## Medlemmar
Nuvarande medlemmar
- Chris von Rohr – trummor (1975–1977), sång (1977–1979), basgitarr (1979–1983, 1987–1989, 2008– )
- Fernando von Arb – gitarr (1976–2004, 2008– )
- Marc Storace – sång (1979–1988, 1994–1996, 2002– )
- Mandy Meyer – gitarr (1981, 2004–2007, 2012– )
- Mark Kohler – gitarr (1982–1988, 1994–1996, 2008– )
- Flavio Mezzodi – trummor (2013– )

Tidigare medlemmar
- Remo Spadino – basgitarr (1975–1976; död 201)
- Tommy Kiefer – gitarr (1975–1981), sång (1975–1977; död 1986)
- Peter Richard	– sång (1975–1976)
- Daniel Debrit – sång (1975–1976)
- Jürg Nägeli – basgitarr (1976–1979), keyboard (1978–1980)
- Freddy Steady – trummor (1976–1982, 1994–1996, 2008–2011)
- Hansi Droz – gitarr (1976; död 1999)
- Henry Friez – sång (1979)
- Steve Pace	 – trummor (1983)
- Jeff Klaven – trummor (1983–1986)
- Patrick Mason – gitarr (1983)
- Andy Tanas – basgitarr (1984–1985)
- Tommy Keiser – basgitarr(1985–1986)
- Dani Crivelli – trummor (1987–1989; död 2013)[4]
- Björn Lodin – sång (1988–1989)[5]
- Tony Castell – rytmgitarr (1989–1991, 1999), basgitarr (2002–2008)
- Many Maurer – gitarr, basgitarr (1989–2000)
- Peter Haas	– trummor (1990–1992, 1999–2001)
- Peter McTanner – sång (1990–1992)
- Cliff Rodgers – trummor (1999)
- Chris Lauper – gitarr (1999)
- Carl Sentance – sång (1999–2001
- Marcel Kopp – trummor (2000)
- Dave Stettler – gitarr (2000)
- Patrick Aeby – trummor (2002–2005)
- Dominique Favez – gitarr (2002–2007)
- Stefan Schwarzmann – trummor (2006–2007)

Turnerande medlemmar
- Kosta Zafiriou – trummor (2012– )
- Dani Löble – trummor (2013– )

## Diskografi
Studioalbum
- Krokus (1976)
- To You All (1977)
- Painkiller / Pay It in Metal (1978)
- Metal Rendez-Vous (1980)
- Hardware (1981)
- One Vice at a Time (1982)
- Headhunter (1983)
- The Blitz (1984)
- Change of Address (1986)
- Heart Attack (1988)
- Stampede (1991)
- To Rock or Not to Be (1995)
- Round 13 (1999)
- Rock the Block (2003)
- Hellraiser (2006)
- Hoodoo (2010)
- Dirty Dynamite (2013)
- Big Rocks (2017)

Livealbum
- Alive and Screamin' (1986)
- Fire & Gasoline: Live (2004)
- Extended Versions (2006)
- Long Stick Goes Boom: Live From da House of Rust (2014)
- Adios Amigos: Live @ Wacken (2021)

EP
- Industrial Strength (1981)

Singlar (topp 50 på US Rock)
- "Winning Man" (1981) #26
- "Burning Bones" (1981) #46
- "Long Stick Goes Boom" (1982) #22
- "Stayed Awake All Night" (1983) #31
- "Screaming in the Night" (1983) #21
- "Eat The Rich" (1983) #33
- "Midnite Maniac" (1984) #10
- "Our Love" (1984) #22

Samlingsalbum
- Early Days (1980)
- Stayed Awake All Night: The Best of Krokus (1989)
- The Dirty Dozen (1993)
- Best of (1999)
- The Definitive Collection (2000)
- The Collection (2001)
- Headhunter Blitz (2002)
- Long Stick Goes Boom: The Anthology (2003)
- Original Album Classics (3CD box) (2012)